# Les Petites Alliées
Pour plus de détails, voir Fiche technique et Distribution.
Les Petites Alliées est un film français réalisé par Jean Dréville, sorti en 1936.

## Fiche technique
- Titre : Les Petites Alliées
- Réalisation : Jean Dréville
- Scénario et dialogues : Jean Dréville et Jean-Pierre Liausu, d'après le roman de Claude Farrère (1910)
- Décors : René Barberis
- Photographie : Léonce-Henri Burel et Billy Elsom
- Montage : Raymonde Delor, Jean Dréville et Raymond Leboursier
- Musique : André Gailhard
- Production : Jack Forrester
- Société de production : Forrester-Parant Productions
- Société de distribution : Distribution Parisienne de Films
- Pays :  France
- Format : son mono - noir et blanc - 1,37:1
- Genre : comédie dramatique
- Durée : 90 minutes
- Date de sortie : 27 mars 1936 en France

## Distribution
- Madeleine Renaud : Celia
- Constant Rémy : Raboeuf
- Maurice Escande : le duc de Lestissac
- Mireille Perrey :  Mandarine
- Robert Pizani : Loheac
- Marthe Mussine : Jannik
- Janine Merrey : Favouille
- Odette Talazac : la mère Agasson
- Philippe Janvier : Saint-Helme
- Paul Azaïs : Justin
- Jean Daurand : un marin
- André Bervil : Peyras
- Solange Sicard : La Joliette
- Georges Tourreil : Riveral